# Sopron–Bécsújhely-vasútvonal
A Sopron–Nagymarton–Bécsújhely-vasútvonal (németül Mattersburger Bahn) 31,8 km hosszúságú, normál nyomtávolságú egyvágányú, nem villamosított vasútvonal Ausztriában és Magyarországon Sopron és Bécsújhely között.
A vonal magyarországi, a magyar állam tulajdonában lévő vasúti vonalszakasza Sopron és az országhatár között húzódik. A 7,2 km-es hosszúságú szakasz kezelője a Győr–Sopron–Ebenfurti Vasút (GYSEV). A határtól Bécsújhelyig húzódó 24,6 km-es pályaszakasz tulajdonosa és egyben üzemeltetője az Osztrák Szövetségi Vasutak (ÖBB). Engedélyezett sebesség: 120 km/h. Az osztrák szakasz villamosítása tervben van.

## Története
Südbahn
Ausztriában az 1830-as években határozták el a Südbahn (osztrák Déli Vasút) megépítését, amelynek célja Bécs és Trieszt összekötése volt. A vonal első elemét, a mintegy 75 km hosszú Bécs-Bécsújhely-Gloggnitz szakaszt 1842. május 5-én adták át.
Bécs és Bécsújhely-Sopron
A Südbahn már kiépült szakaszához csatlakozóan épült meg a Bécsújhely-Nagymarton-Sopron szakasz, melyet 1847. augusztus 20-án adtak át a forgalomnak és átszállásos vasúti összeköttetést biztosított Ausztria fővárosa és Nyugat-Magyarország között.
Ez lett Magyarország másodikként átadott vasútvonala, az 1846. július 15-én átadott Pest-Vác szakasz után; 11 nappal megelőzve az 1847. szeptember elsején átadott Pest-Szolnok-vasútvonalat.

## Napjainkban
A vonal ma az Osztrák Szövetségi Vasutak vasútvonala, amely főként Ausztriában húzódik. Bécsújhelytől Nagymartonon át az osztrák–magyar államhatárig és tovább Sopronig tart. A k.k. priv. Südbahngesellschaft felbomlása után az osztrák szakasz az ÖBB-hez került. A magyarországi szakaszt az ÖBB megbízásából a MÁV üzemeltette. A magyarországi szakasz üzemeltetése 2002. február 1. óta a GySEV kezében van. Azonban továbbra is az ÖBB tulajdonában maradtak azok a területek, amelyeken a vonal magyarországi szakasza halad, és a vonal karbantartását is az ÖBB-nek kell fizetnie. Még Sopron állomáson is az ÖBB tulajdonában van egy vágány. A MÁV és a GySEV többi vágányának közös használatát korábban saját bérleti szerződésekkel szabályozták.
A vonal egyvágányú, normál nyomtávú. A vonalvezetésnél azonban figyelembe vették egy második vágány megépítésének lehetőségét is. Például a hatalmas "Rétfalui Viadukt" szélességét két vágányra tervezték.
Az óránkénti vonatközlekedés a szokásos szimmetriás percben, röviddel minden óra előtt Nagymartonban kerül sor. Bizonyos napszakokban a vonatok megközelítőleg félórás gyakoriságra sűrűsödnek.
Bár évek óta intenzív megfontolások folynak a vonal villamosítására, a vonalat még mindig dízelüzemben üzemeltetik. A késedelmek oka az ÖBB (15 kV 16,7 Hz ~) és a GySEV (25 kV 50 Hz ~) eltérő villamosenergia-rendszere, valamint az a nézeteltérés, hogy a rendszerváltás hol történjen. Bár már konkrét tervek is készültek, a rendszerátalakítással közvetlenül az államhatár után, amely a vonal villamosítását 2009-re irányozta elő – eredetileg az Általános Közlekedési Terv szerint 2006-ra tervezték a megvalósítást –, a projekt megvalósítását egyelőre határozatlan időre elhalasztották. Ennek következtében a korábbi Rétfalu-Siklósd állomás (ma megállóhely) rendszerváltó-állomássá történő átépítése is okafogyottá vált. Így a Nagymartonba tervezett gyorsvasúti szolgáltatás sem valósulhat meg.

### Bővítési tervek 2022-ből
2022 februárjában a burgenlandi vasúti közlekedés 260 millió eurós bővítési programjáról döntöttek. A bővítés során Bécsújhely és Sopron közötti vonalat villamosítják. A Lajtaszentmiklós, Savanyúkút, Mattersburg-Nord (Nagymarton-Északi) és Márcfalva-Fraknónádasd állomásokat és megállókat pedig átépítik.

## Az állomások képei

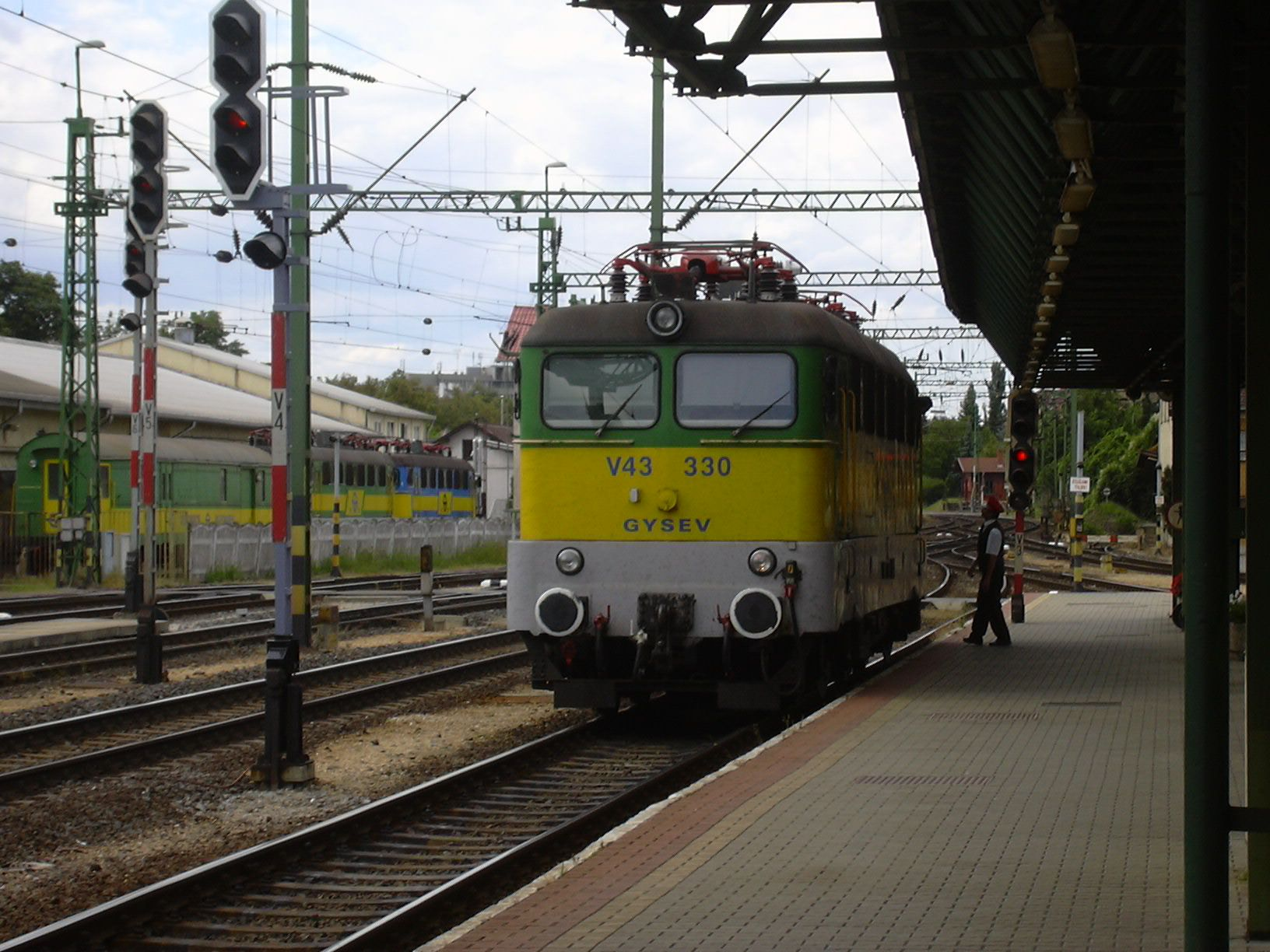
Sopron
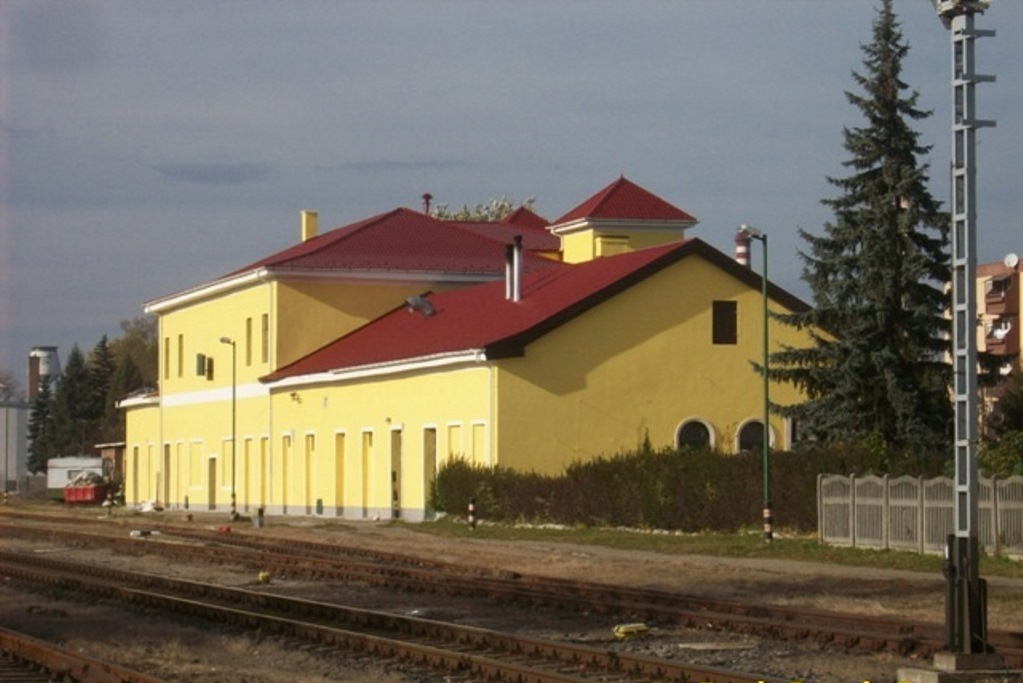
Sopron-Déli pályaudvar
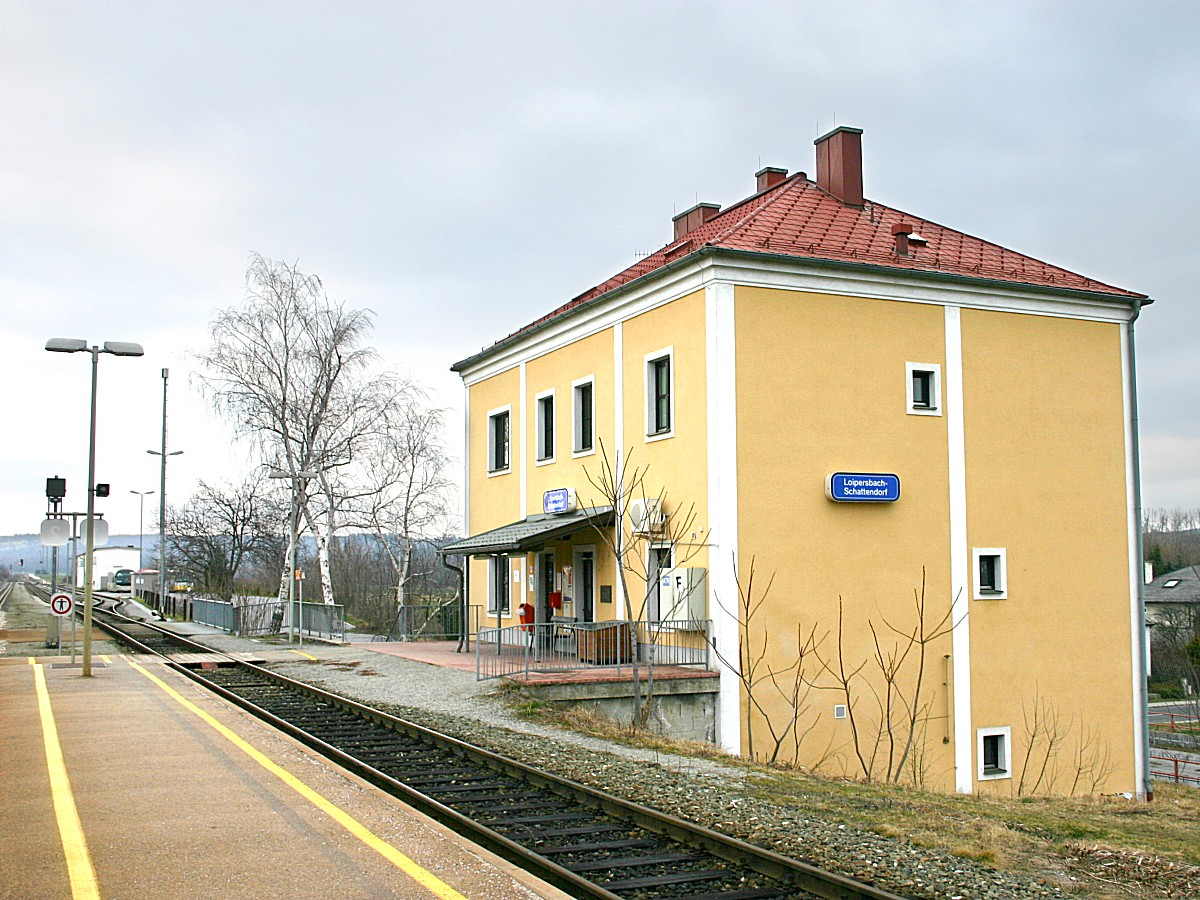
Lépesfalva-Somfalva
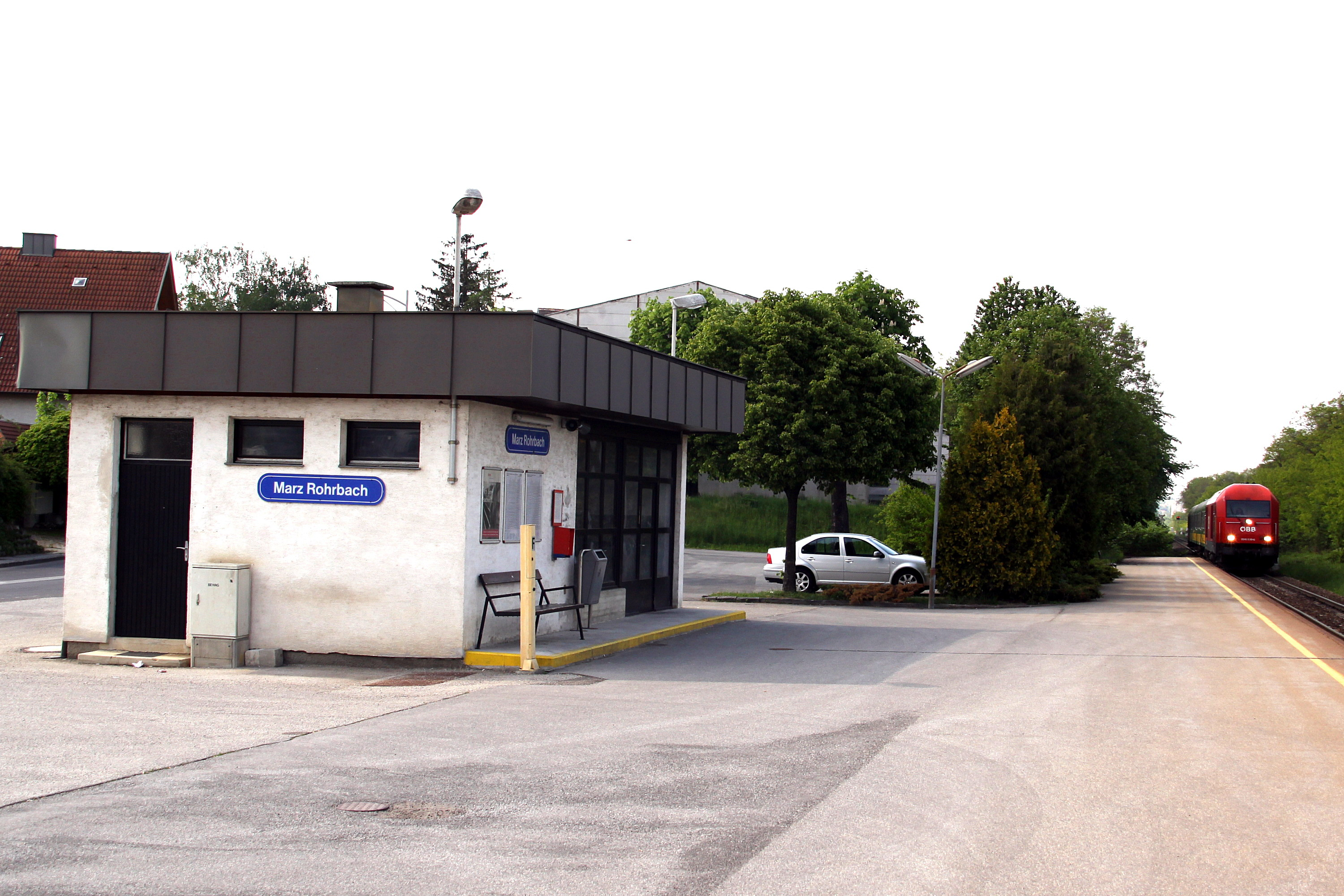
Márcfalva-Fraknónádasd
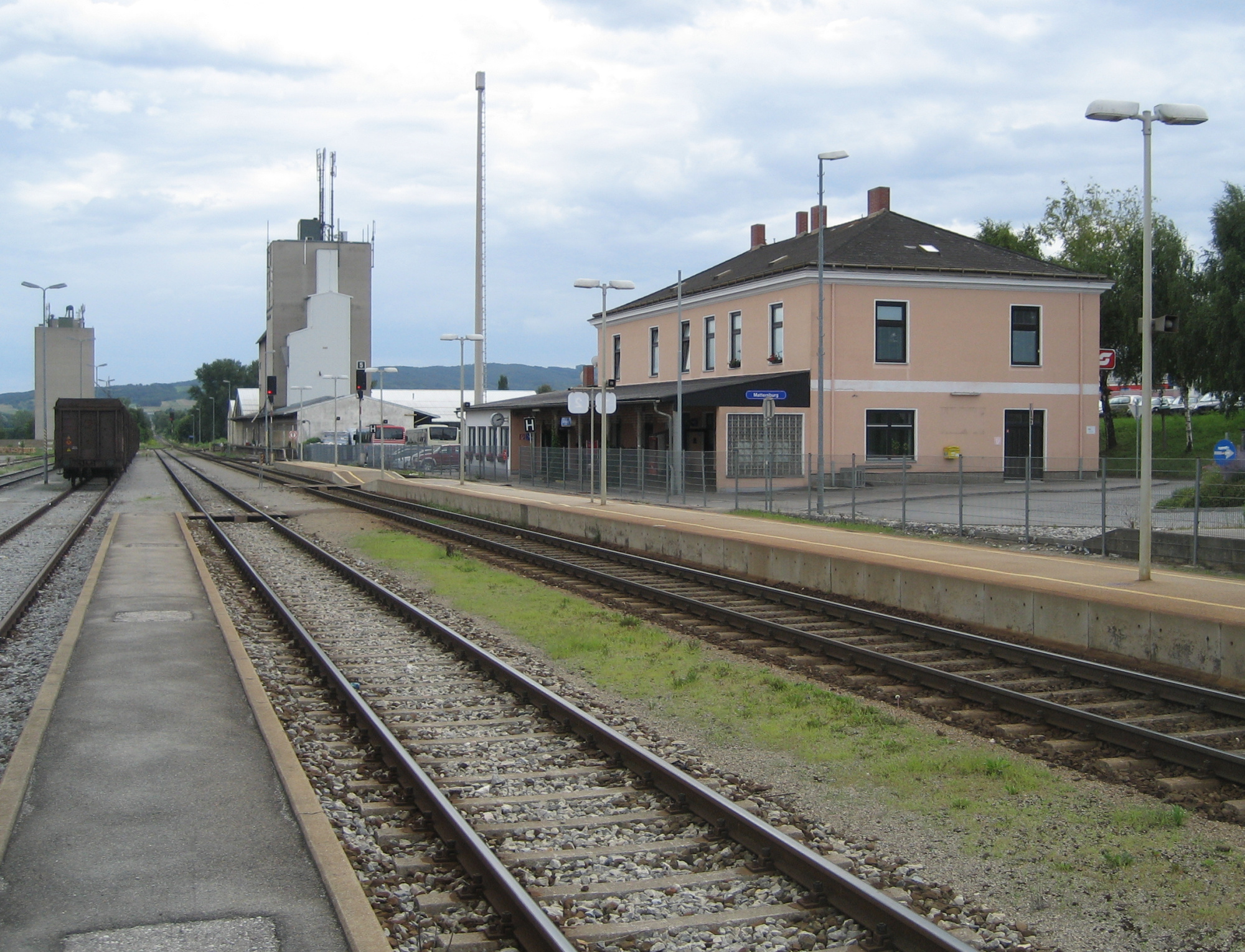
Nagymarton
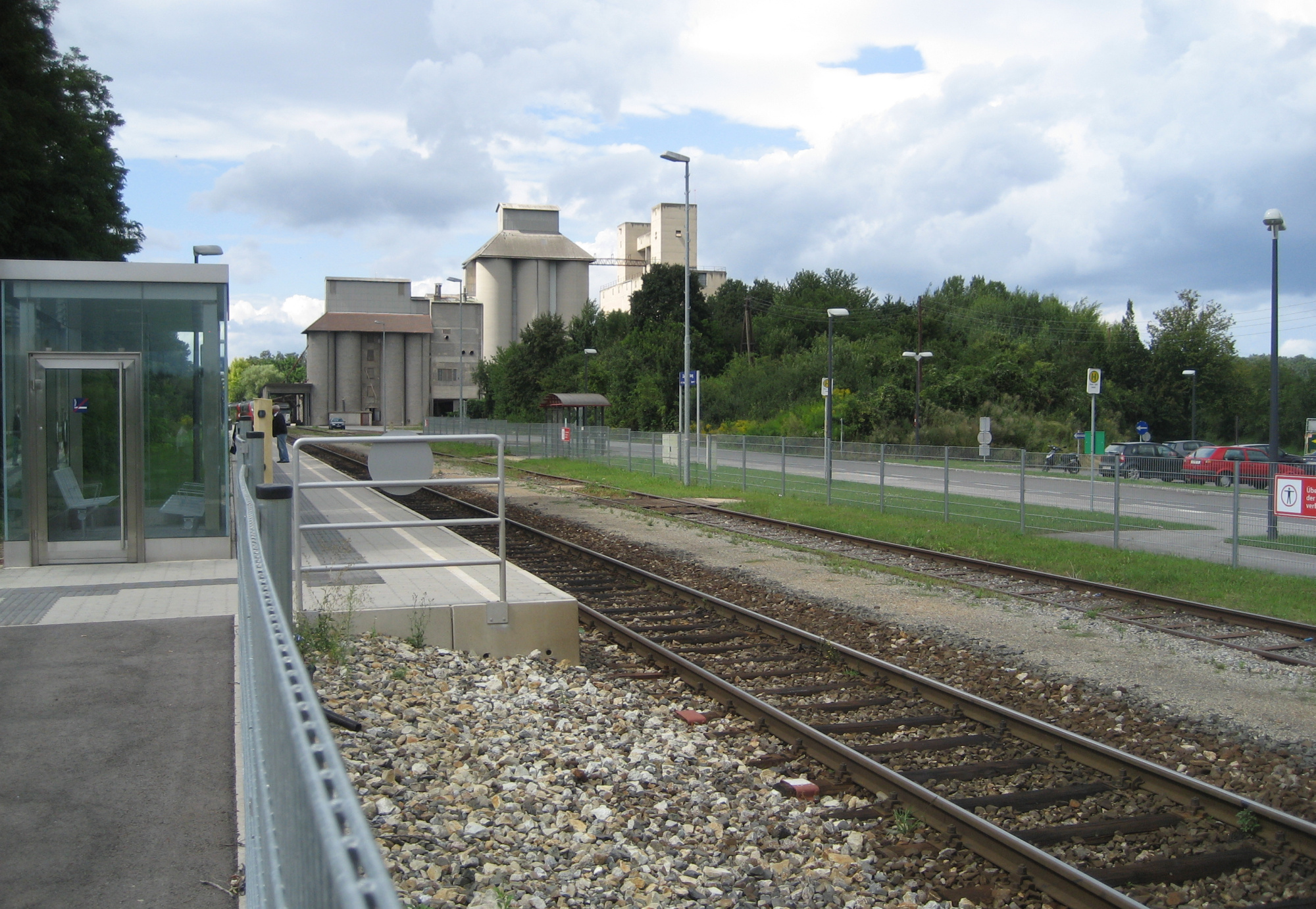
Rétfalu-Siklósd
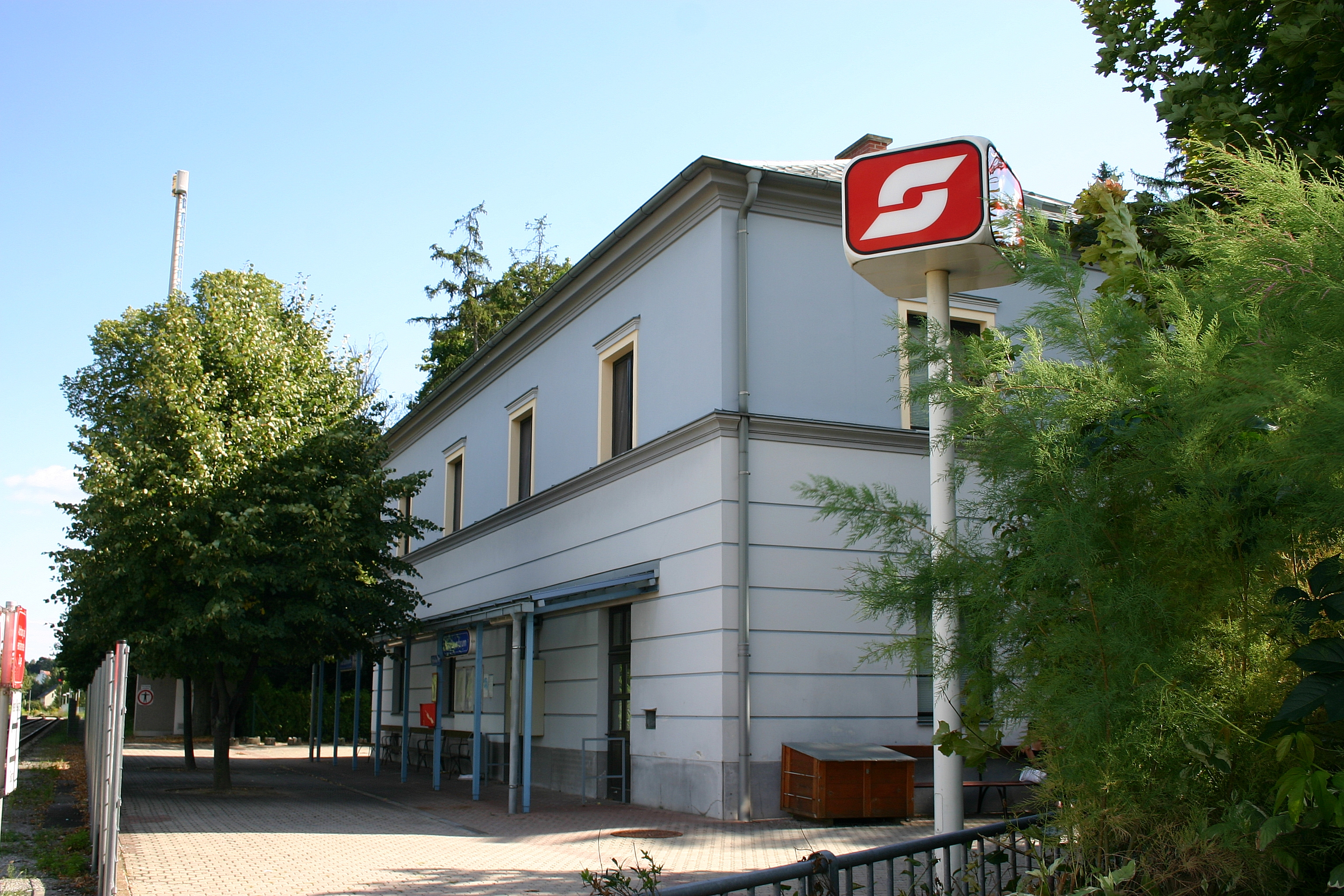
Savanyúkút
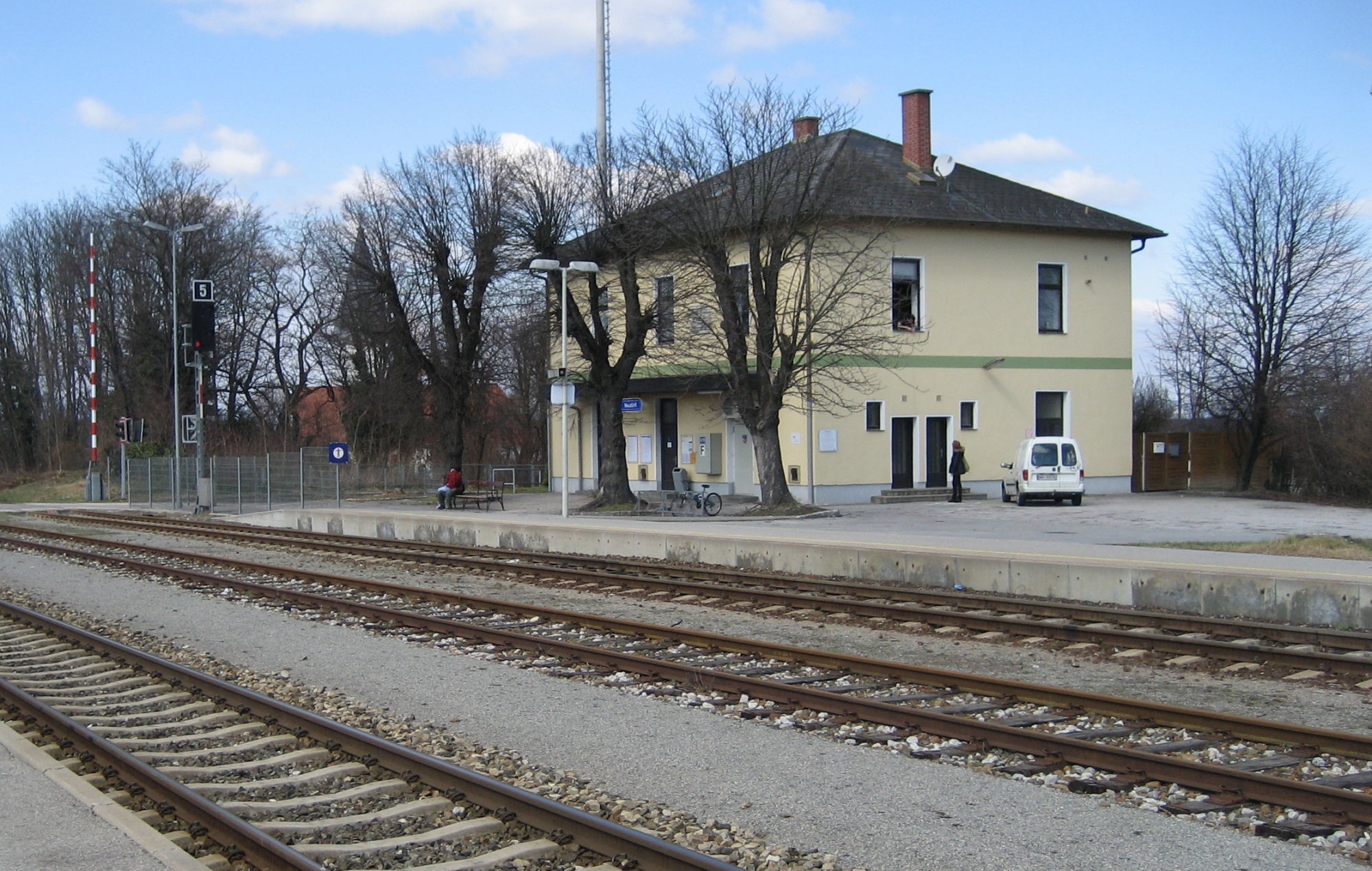
Lajtaszentmiklós
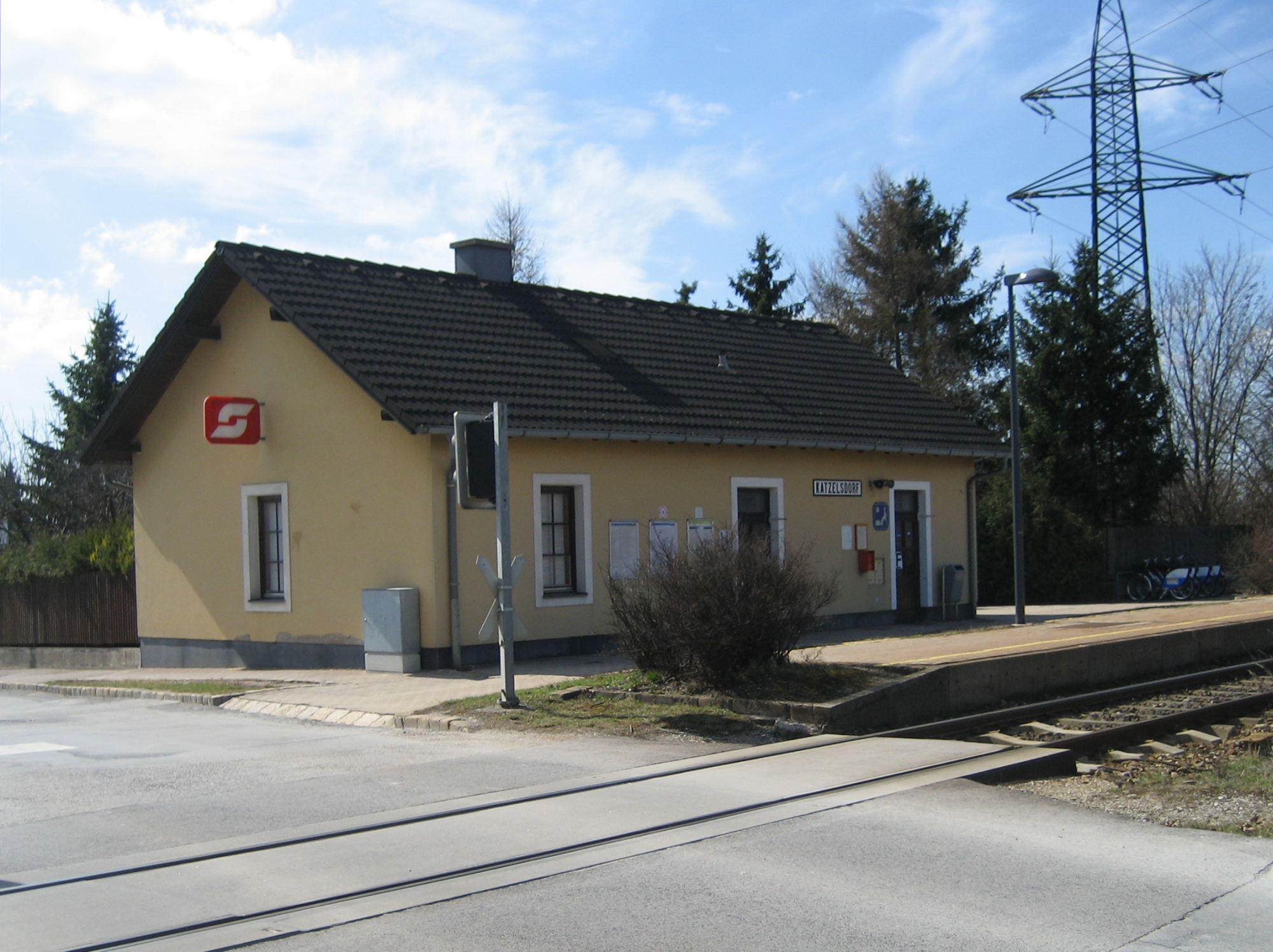
Katzelsdorf
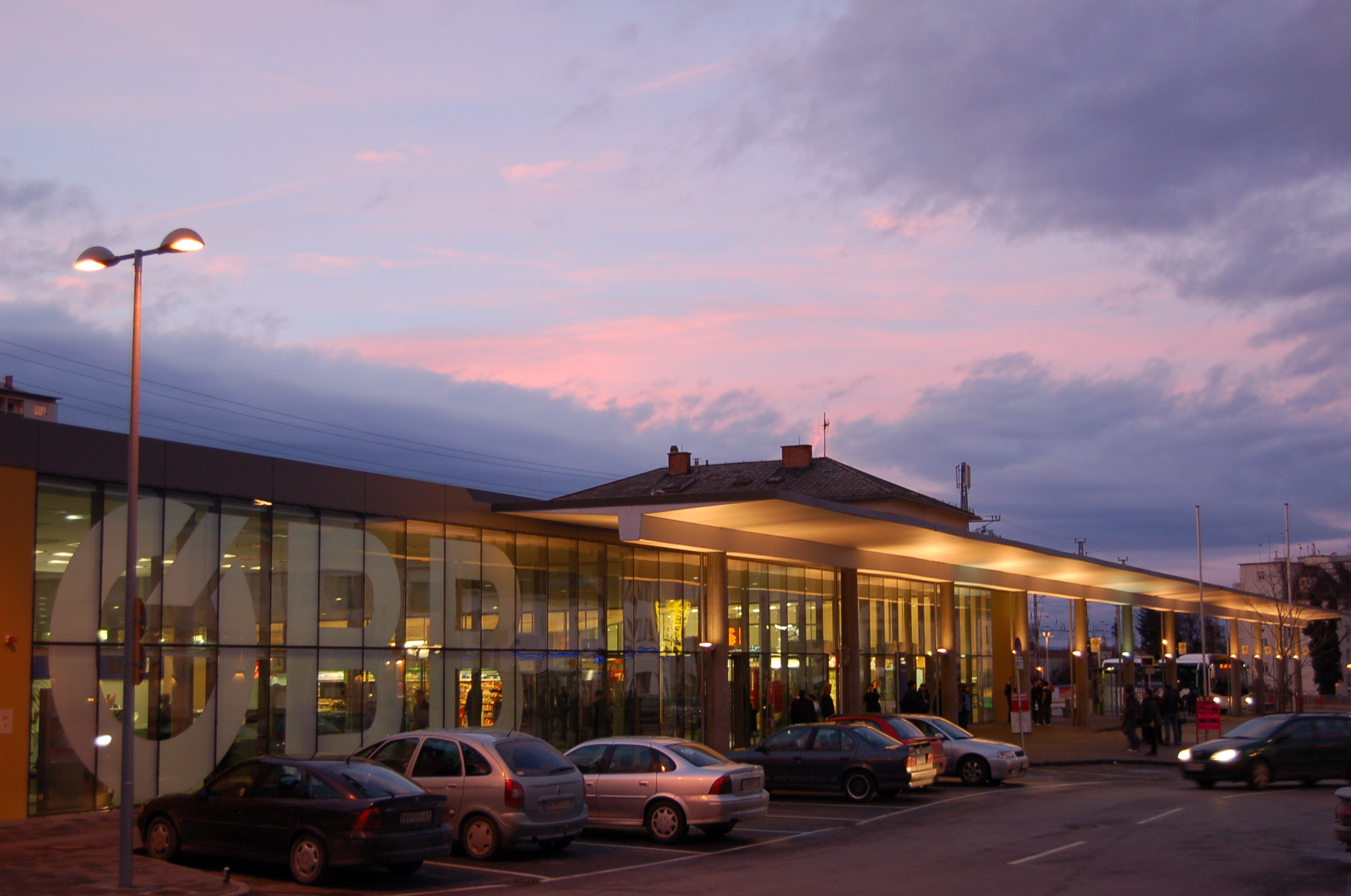
Bécsújhely